# Campionato World Rugby Under-20 2018
Il campionato mondiale giovanile di rugby 2018 è stato l'11º campionato mondiale di rugby Under-20 organizzato da World Rugby.
È stato disputato in Francia in tre impianti situati a Béziers, Narbonne e Perpignan tra il 30 maggio e il 17 giugno 2018.

## Formula
La formula previde la disputa di tre gironi all'italiana di sola andata con classifica finale aggregata: di conseguenza il successivo seeding nella fase a playoff non dipende dalla posizione nel girone ma dai punti conquistati. Le quattro squadre meglio piazzate nel seeding disputeranno le finali per i posti dal primo al quarto, le quattro ultime per i posti dal nono al dodicesimo, posizione questa che comporta la retrocessione nel Trophy; le altre quattro disputeranno gli incontri per i posti dal quinto all'ottavo.

## Sedi
| Città     | Stadio                         | Capienza |
| --------- | ------------------------------ | -------- |
| Béziers   | Stade de la Méditerranée       | 18555    |
| Narbonne  | Parc des Sports Et de l'Amitié | 12000    |
| Perpignan | Stadio Aimé Giral              | 14593    |

## Squadre partecipanti
| Girone | Squadra       | Partecipazioni | Edizione precedente |
| ------ | ------------- | -------------- | ------------------- |
| A      | Nuova Zelanda | 11             | 1                   |
| A      | Australia     | 11             | 6                   |
| A      | Galles        | 11             | 7                   |
| A      | Giappone      | 4              | -                   |
| B      | Inghilterra   | 11             | 2                   |
| B      | Scozia        | 11             | 5                   |
| B      | Italia        | 8              | 8                   |
| B      | Argentina     | 11             | 11                  |
| C      | Sudafrica     | 11             | 3                   |
| C      | Francia       | 11             | 4                   |
| C      | Irlanda       | 11             | 9                   |
| C      | Georgia       | 3              | 10                  |

## Fase a gironi

### Girone A
| Béziers 30 maggio 2018, ore 21:00 UTC+2 | Australia | 21 – 26 referto               | Galles | Stade de la Méditerranée |
| 24’ Hansen 76’ McDermott mt 30’ Nicholas 37’ Goodchild 77’ Lucas (1/1) tr 32’, 38’ Evans (2/2) 4’, 34’, 48’ Lonergan (3/3) c.p. 9’, 20’, 42’, 58’ Evans (4/5) |           |                               |        |                          |
| |           |                               |        |                          |
| 24’ Hansen 76’ McDermott | mt        | 30’ Nicholas 37’ Goodchild    |        |                          |
| 77’ Lucas (1/1) | tr        | 32’, 38’ Evans (2/2)          |        |                          |
| 4’, 34’, 48’ Lonergan (3/3) | c.p.      | 9’, 20’, 42’, 58’ Evans (4/5) |        |                          |

| Narbonne 30 maggio 2018, ore 21:00 UTC+2 | Nuova Zelanda | 67 – 0 referto | Giappone | Parc des Sports Et de l'Amitié |
| 0’ Tucker 3’, 18’ Faingaanuku 9’ Koroi 20’ Sullivan 37’ Christie 41’ Roe 52’ Akauola-Laula 58’, 60’, 79’ Spowart mt 10’, 19’, 22’, 38’, 53’, 59’ Trask (6/11) tr |               |                |          |                                |
| |               |                |          |                                |
| 0’ Tucker 3’, 18’ Faingaanuku 9’ Koroi 20’ Sullivan 37’ Christie 41’ Roe 52’ Akauola-Laula 58’, 60’, 79’ Spowart                                                 | mt            |                |          |                                |
| 10’, 19’, 22’, 38’, 53’, 59’ Trask (6/11) | tr            |                |          |                                |

| Narbonne 3 giugno 2018, ore 14:00 UTC+2 | Australia | 54 – 19 referto                        | Giappone | Parc des Sports Et de l'Amitié |
| 3’ Tupou 6’ Hansen 29’ Wood 37’ Maafu 61’ McTaggart 64’ McDermott 67’, 70’ Lonergan mt 15’ Yamasawa 20’ Yamamoto 79’ Vakalahi 4’, 7’, 30’, 38’ Lucas (4/4) 62’, 65’, 68’ Harrison (3/4) tr 21’ Mamada (1/2) 80’ Mori (1/1) |           |                                        |          |                                |
| |           |                                        |          |                                |
| 3’ Tupou 6’ Hansen 29’ Wood 37’ Maafu 61’ McTaggart 64’ McDermott 67’, 70’ Lonergan | mt        | 15’ Yamasawa 20’ Yamamoto 79’ Vakalahi |          |                                |
| 4’, 7’, 30’, 38’ Lucas (4/4) 62’, 65’, 68’ Harrison (3/4) | tr        | 21’ Mamada (1/2) 80’ Mori (1/1)        |          |                                |

| Béziers 3 giugno 2018, ore 16:30 UTC+2 | Nuova Zelanda | 42 – 10 referto | Galles | Stade de la Méditerranée |
| 3’ Proctor 24’ Sullivan 29’ Christie 64’ Mafile'o 74’ Roe mt 9’ Basham 4’, 31’, 65’, 74’ Plummer (4/5) tr 10’ Evans (1/1) 18’, 40’, 62’ Plummer (3/3) c.p. 14’ Evans (1/1) |               |                 |        |                          |
| |               |                 |        |                          |
| 3’ Proctor 24’ Sullivan 29’ Christie 64’ Mafile'o 74’ Roe | mt            | 9’ Basham       |        |                          |
| 4’, 31’, 65’, 74’ Plummer (4/5) | tr            | 10’ Evans (1/1) |        |                          |
| 18’, 40’, 62’ Plummer (3/3) | c.p.          | 14’ Evans (1/1) |        |                          |

| Perpignan 7 giugno 2018, ore 18:30 UTC+2                                                                           | Galles | 18 – 17 referto                | Giappone | Stadio Aimé Giral |
| 16’ Morgan 52’ Cross mt 11’ Vailea 23’ Arai 75’ Fifita 17’ Evans (1/2) tr 76’ Mori (1/1) 31’, 36’ Evans (2/3) c.p. |        |                                |          |                   |
| |        |                                |          |                   |
| 16’ Morgan 52’ Cross                                                                                               | mt     | 11’ Vailea 23’ Arai 75’ Fifita |          |                   |
| 17’ Evans (1/2) | tr     | 76’ Mori (1/1)                 |          |                   |
| 31’, 36’ Evans (2/3)                                                                                               | c.p.   |                                |          |                   |

| Perpignan 7 giugno 2018, ore 21:00 UTC+2 | Nuova Zelanda | 27 – 18 referto               | Australia | Stadio Aimé Giral |
| 4’ Plummer 11’ Flanders 62’ Spowart mt 28’ McReight 36’ meta tecnica 5’, 12’, 64’ Plummer (3/3) tr 17’, 54’ Plummer (2/2) c.p. 9’, 58’ Lucas (2/2) |               |                               |           |                   |
| |               |                               |           |                   |
| 4’ Plummer 11’ Flanders 62’ Spowart | mt            | 28’ McReight 36’ meta tecnica |           |                   |
| 5’, 12’, 64’ Plummer (3/3) | tr            |                               |           |                   |
| 17’, 54’ Plummer (2/2) | c.p.          | 9’, 58’ Lucas (2/2)           |           |                   |

#### Classifica girone A
|  | Squadra       | G | V | N | P | P+  | P-  | P±   | MF | MS | BP | PT |
|  | ------------- | - | - | - | - | --- | --- | ---- | -- | -- | -- | -- |
|  | Nuova Zelanda | 3 | 3 | 0 | 0 | 136 | 28  | +108 | 19 | 3  | 2  | 14 |
|  | Galles        | 3 | 2 | 0 | 1 | 54  | 80  | -26  | 5  | 10 | 0  | 8  |
|  | Australia     | 3 | 1 | 0 | 2 | 93  | 72  | +21  | 12 | 8  | 2  | 6  |
|  | Giappone      | 3 | 0 | 0 | 3 | 36  | 139 | -103 | 6  | 21 | 1  | 1  |

### Girone B
| Narbonne 30 maggio 2018, ore 18:30 UTC+2 | Inghilterra | 39 – 18 referto                               | Argentina | Parc des Sports Et de l'Amitié |
| 6’, 35’ Olowofela 14’, 44’ Walker 79’ Smith mt 3’ Chocobares 25’ Pedemonte 7’, 16’, 45’ Grayson (3/4) 79’ Hardwick (1/1) tr 4’ Daireaux (1/2) 41’ Grayson (1/2) 62’ Hardwick (1/1) c.p. 9’ Daireaux (1/1) 60’ De la Vega Mendia (1/1) |             |                                               |           |                                |
| |             |                                               |           |                                |
| 6’, 35’ Olowofela 14’, 44’ Walker 79’ Smith | mt          | 3’ Chocobares 25’ Pedemonte                   |           |                                |
| 7’, 16’, 45’ Grayson (3/4) 79’ Hardwick (1/1) | tr          | 4’ Daireaux (1/2)                             |           |                                |
| 41’ Grayson (1/2) 62’ Hardwick (1/1) | c.p.        | 9’ Daireaux (1/1) 60’ De la Vega Mendia (1/1) |           |                                |

| Béziers 30 maggio 2018, ore 18:30 UTC+2 | Scozia | 26 – 27 referto                                          | Italia | Stade de la Méditerranée |
| 32’ Dunbar 37’ Chapman 51’ Dewhirst mt 27’ meta tecnica 58’ D'Onofrio 63’ Forcucci 80+2’ Taddia 53’ Chapman (1/3) tr 59’ Di Marco (1/3) 9’, 49’, 61’ Chapman (3/4) c.p. 44’ Rizzi (1/2) |        |                                                          |        |                          |
| |        |                                                          |        |                          |
| 32’ Dunbar 37’ Chapman 51’ Dewhirst | mt     | 27’ meta tecnica 58’ D'Onofrio 63’ Forcucci 80+2’ Taddia |        |                          |
| 53’ Chapman (1/3) | tr     | 59’ Di Marco (1/3)                                       |        |                          |
| 9’, 49’, 61’ Chapman (3/4) | c.p.   | 44’ Rizzi (1/2)                                          |        |                          |

| Perpignan 3 giugno 2018, ore 14:00 UTC+2 | Scozia | 13 – 29 referto                                                          | Argentina | Stadio Aimé Giral |
| 26’ McLelland mt 1’ Collado Castro 20’ Herrera Rezzonico 70’ M. Carreras 79’ meta tecnica 27’ Chapman (1/1) tr 2’, 72’ Daireaux (2/3) 41’, 48’ Chapman (2/3) c.p. 40’ Daireaux (1/1) |        |                                                                          |           |                   |
| |        |                                                                          |           |                   |
| 26’ McLelland | mt     | 1’ Collado Castro 20’ Herrera Rezzonico 70’ M. Carreras 79’ meta tecnica |           |                   |
| 27’ Chapman (1/1) | tr     | 2’, 72’ Daireaux (2/3)                                                   |           |                   |
| 41’, 48’ Chapman (2/3) | c.p.   | 40’ Daireaux (1/1)                                                       |           |                   |

| Perpignan 3 giugno 2018, ore 16:30 UTC+2                                                                     | Inghilterra | 43 – 5 referto | Italia | Stadio Aimé Giral |
| 6’, 55’ Smith 22’ Parton 26’, 36’ Loader 52’ Ibitoye 64’ Brand mt 34’ Koffi 6’, 23’, 27’, 56’ Smith (4/6) tr |             |                |        |                   |
| |             |                |        |                   |
| 6’, 55’ Smith 22’ Parton 26’, 36’ Loader 52’ Ibitoye 64’ Brand                                               | mt          | 34’ Koffi      |        |                   |
| 6’, 23’, 27’, 56’ Smith (4/6)                                                                                | tr          |                |        |                   |

| Béziers 7 giugno 2018, ore 18:30 UTC+2 | Italia | 30 – 26 referto                                                 | Argentina | Stade de la Méditerranée |
| 3’, 51’ Mazza 19’ D'Onofrio 30’ Manni mt 33’ Herrera Rezzonico 41’ S. Carreras 65’ M. Carreras 79’ Mendy 20’, 32’ Di Marco (2/4) tr 42’ Daireaux (1/2) 65’, 79’ De La Vega Mendia (2/2) 38’ Di Marco (1/1) 71’ Rizzi (1/1) c.p. |        |                                                                 |           |                          |
| |        |                                                                 |           |                          |
| 3’, 51’ Mazza 19’ D'Onofrio 30’ Manni | mt     | 33’ Herrera Rezzonico 41’ S. Carreras 65’ M. Carreras 79’ Mendy |           |                          |
| 20’, 32’ Di Marco (2/4) | tr     | 42’ Daireaux (1/2) 65’, 79’ De La Vega Mendia (2/2)             |           |                          |
| 38’ Di Marco (1/1) 71’ Rizzi (1/1) | c.p.   |                                                                 |           |                          |

| Béziers 7 giugno 2018, ore 21:00 UTC+2 | Inghilterra | 35 – 10 referto    | Scozia | Stade de la Méditerranée |
| 4’, 50’ Ibitoye 18’ Cutting 21’ Scott 70’ K'poku 73’ Williams mt 38’ Rowe 5’ Hardwick (1/6) tr 40’ Thompson (1/1) 57’ Hardwick (1/1) c.p. 12’ Thompson (1/2) |             |                    |        |                          |
| |             |                    |        |                          |
| 4’, 50’ Ibitoye 18’ Cutting 21’ Scott 70’ K'poku 73’ Williams                                                                                                | mt          | 38’ Rowe           |        |                          |
| 5’ Hardwick (1/6) | tr          | 40’ Thompson (1/1) |        |                          |
| 57’ Hardwick (1/1) | c.p.        | 12’ Thompson (1/2) |        |                          |

#### Classifica girone B
|  | Squadra     | G | V | N | P | P+  | P- | P±  | MF | MS | BP | PT |
|  | ----------- | - | - | - | - | --- | -- | --- | -- | -- | -- | -- |
|  | Inghilterra | 3 | 3 | 0 | 0 | 117 | 33 | +84 | 18 | 4  | 3  | 15 |
|  | Italia      | 3 | 2 | 0 | 1 | 62  | 95 | -33 | 9  | 14 | 2  | 10 |
|  | Argentina   | 3 | 1 | 0 | 2 | 73  | 82 | -9  | 10 | 10 | 3  | 7  |
|  | Scozia      | 3 | 0 | 0 | 3 | 49  | 91 | -42 | 5  | 14 | 1  | 1  |

### Girone C
| Perpignan 30 maggio 2018, ore 18:30 UTC+2 | Sudafrica | 33 – 27 referto                                | Georgia | Stadio Aimé Giral |
| 9’ Simelane 25’, 55’ Uys 42’ Green 48’ Burger mt 13’ Lomidze 38’ Tapladze 71’ Dvalishvili 26’, 43’, 49’, 57’ Willemse (4/5) tr 14’, 39’ Aprasidze (2/2) 72’ Abzhandadze (1/1) c.p. 17’, 52’ Aprasidze (2/2) |           |                                                |         |                   |
| |           |                                                |         |                   |
| 9’ Simelane 25’, 55’ Uys 42’ Green 48’ Burger | mt        | 13’ Lomidze 38’ Tapladze 71’ Dvalishvili       |         |                   |
| 26’, 43’, 49’, 57’ Willemse (4/5) | tr        | 14’, 39’ Aprasidze (2/2) 72’ Abzhandadze (1/1) |         |                   |
| | c.p.      | 17’, 52’ Aprasidze (2/2)                       |         |                   |

| Perpignan 30 maggio 2018, ore 21:00 UTC+2 | Francia | 26 – 24 referto                         | Irlanda | Stadio Aimé Giral |
| 4’, 50’ Marty 42’ Coville 44’ Ntamack mt 20’ Dunleavy 40+1’ O'Sullivan 71’ Byrne 43’, 46’, 51’ Ntamack (3/4) tr 21’, 40+2’, 72’ Byrne (3/3) c.p. 17’ Byrne (1/2) |         |                                         |         |                   |
| |         |                                         |         |                   |
| 4’, 50’ Marty 42’ Coville 44’ Ntamack | mt      | 20’ Dunleavy 40+1’ O'Sullivan 71’ Byrne |         |                   |
| 43’, 46’, 51’ Ntamack (3/4) | tr      | 21’, 40+2’, 72’ Byrne (3/3)             |         |                   |
| | c.p.    | 17’ Byrne (1/2)                         |         |                   |

| Béziers 3 giugno 2018, ore 14:00 UTC+2 | Francia | 24 – 12 referto             | Georgia | Stade de la Méditerranée |
| 24’ Lavault 39’ Vincent 55’ Etcheverry mt 11’ Jalagonia 68’ Dzagnidze 25’, 40’, 56’ Carbonel (3/3) tr 12’ Aprasidze (1/1) 9’ Carbonel (1/1) c.p. |         |                             |         |                          |
| |         |                             |         |                          |
| 24’ Lavault 39’ Vincent 55’ Etcheverry | mt      | 11’ Jalagonia 68’ Dzagnidze |         |                          |
| 25’, 40’, 56’ Carbonel (3/3) | tr      | 12’ Aprasidze (1/1)         |         |                          |
| 9’ Carbonel (1/1) | c.p.    |                             |         |                          |

| Narbonne 3 giugno 2018, ore 16:30 UTC+2 | Sudafrica | 30 – 17 referto         | Irlanda | Parc des Sports Et de l'Amitié |
| 0’ Burger 19’ Du Plessis 51’, 57’, 76’ Simelane mt 34’ Doris 43’ Silvester 1’ Willemse (1/2) tr 35’, 44’ Dean (2/2) 68’ Lombard (1/1) c.p. 22’ Dean (1/1) |           |                         |         |                                |
| |           |                         |         |                                |
| 0’ Burger 19’ Du Plessis 51’, 57’, 76’ Simelane | mt        | 34’ Doris 43’ Silvester |         |                                |
| 1’ Willemse (1/2) | tr        | 35’, 44’ Dean (2/2)     |         |                                |
| 68’ Lombard (1/1) | c.p.      | 22’ Dean (1/1)          |         |                                |

| Narbonne 7 giugno 2018, ore 18:30 UTC+2 | Irlanda | 20 – 24 referto                             | Georgia | Parc des Sports Et de l'Amitié |
| 32’ Dean 77’ Daly 80+1’ Wojtkowicz mt 10’ Machaladze 21’ Svanidze 43’ Abzhandadze 78’ Byrne (1/2) tr 10’, 23’, 44’ Aprasidze (3/3) 13’ Dean (1/1) c.p. 16’ Aprasidze (1/1) |         |                                             |         |                                |
| |         |                                             |         |                                |
| 32’ Dean 77’ Daly 80+1’ Wojtkowicz | mt      | 10’ Machaladze 21’ Svanidze 43’ Abzhandadze |         |                                |
| 78’ Byrne (1/2) | tr      | 10’, 23’, 44’ Aprasidze (3/3)               |         |                                |
| 13’ Dean (1/1) | c.p.    | 16’ Aprasidze (1/1)                         |         |                                |

| Narbonne 7 giugno 2018, ore 21:00 UTC+2 | Sudafrica | 29 – 46 referto                                              | Francia | Parc des Sports Et de l'Amitié |
| 36’ Erasmus 46’ Van der Merwe 63’ Simelane 69’ Tshakweni 73’ Sandi mt 7’, 19’ Joseph 15’ Carbonel 26’ Barassi 33’ Ntamack 53’ Gros 37’ Dobela (1/1) 74’ Lombard (1/3) tr 8’, 34’, 54’ Carbonel (3/4) 20’, 28’ Ntamack (2/2) c.p. 13’, 79’ Carbonel (2/3) |           |                                                              |         |                                |
| |           |                                                              |         |                                |
| 36’ Erasmus 46’ Van der Merwe 63’ Simelane 69’ Tshakweni 73’ Sandi | mt        | 7’, 19’ Joseph 15’ Carbonel 26’ Barassi 33’ Ntamack 53’ Gros |         |                                |
| 37’ Dobela (1/1) 74’ Lombard (1/3) | tr        | 8’, 34’, 54’ Carbonel (3/4) 20’, 28’ Ntamack (2/2)           |         |                                |
| | c.p.      | 13’, 79’ Carbonel (2/3)                                      |         |                                |

#### Classifica girone C
|  | Squadra   | G | V | N | P | P+ | P- | P±  | MF | MS | BP | PT |
|  | --------- | - | - | - | - | -- | -- | --- | -- | -- | -- | -- |
|  | Francia   | 3 | 3 | 0 | 0 | 96 | 65 | +31 | 13 | 10 | 2  | 14 |
|  | Sudafrica | 3 | 2 | 0 | 1 | 92 | 90 | +2  | 15 | 11 | 3  | 11 |
|  | Georgia   | 3 | 1 | 0 | 2 | 63 | 77 | -14 | 8  | 11 | 1  | 5  |
|  | Irlanda   | 3 | 0 | 0 | 3 | 61 | 80 | -19 | 8  | 12 | 2  | 2  |

### Classifica aggregata e seeding
| Pos | Pos gruppo | Squadra       | G | V | N | P | P+  | P-  | P±   | MF | MS | BP | PT |
| --- | ---------- | ------------- | - | - | - | - | --- | --- | ---- | -- | -- | -- | -- |
| 1   | B1         | Inghilterra   | 3 | 3 | 0 | 0 | 117 | 33  | +84  | 18 | 4  | 3  | 15 |
| 2   | A1         | Nuova Zelanda | 3 | 3 | 0 | 0 | 136 | 28  | +108 | 19 | 3  | 2  | 14 |
| 3   | C1         | Francia       | 3 | 3 | 0 | 0 | 96  | 65  | +31  | 13 | 10 | 2  | 14 |
| 4   | C2         | Sudafrica     | 3 | 2 | 0 | 1 | 92  | 90  | +2   | 15 | 11 | 3  | 11 |
| 5   | B2         | Italia        | 3 | 2 | 0 | 1 | 62  | 95  | -33  | 9  | 14 | 2  | 10 |
| 6   | A2         | Galles        | 3 | 2 | 0 | 1 | 54  | 80  | -26  | 5  | 10 | 0  | 8  |
| 7   | B3         | Argentina     | 3 | 1 | 0 | 2 | 73  | 82  | -9   | 10 | 10 | 3  | 7  |
| 8   | A3         | Australia     | 3 | 1 | 0 | 2 | 93  | 72  | +21  | 12 | 8  | 2  | 6  |
| 9   | C3         | Georgia       | 3 | 1 | 0 | 2 | 63  | 77  | -14  | 8  | 11 | 1  | 5  |
| 10  | C4         | Irlanda       | 3 | 0 | 0 | 3 | 61  | 80  | -19  | 8  | 12 | 2  | 2  |
| 11  | B4         | Scozia        | 3 | 0 | 0 | 3 | 49  | 91  | -42  | 5  | 14 | 1  | 1  |
| 12  | A4         | Giappone      | 3 | 0 | 0 | 3 | 36  | 139 | -103 | 6  | 21 | 1  | 1  |

## Fase aplay-off

### 9º-12º posto
|  | Semifinali | Semifinali | Semifinali |         |        | Finale 9º posto  | Finale 9º posto  | Finale 9º posto  |  |
|  |            |            |            |         |        |                  |                  |                  |  |
|  | Irlanda    | Irlanda    | 29         |         |        |                  |                  |                  |  |
|  | Irlanda    | Irlanda    | 29         |         |        |                  |                  |                  |  |
|  | Scozia     | Scozia     | 45         |         |        |                  |                  |                  |  |
|  | Scozia     | Scozia     | 45         |         | Scozia | Scozia           | 31               |                  |  |
|  |            |            |            |         | Scozia | Scozia           | 31               |                  |  |
|  |            |            | Georgia    | Georgia | 39     |                  |                  |                  |  |
|  | Georgia    | Georgia    | Georgia    | Georgia | 39     | 24               |                  |                  |  |
|  | Georgia    | Georgia    |            |         |        | 24               |                  |                  |  |
|  | Giappone   | Giappone   | 22         |         |        | Finale 11º posto | Finale 11º posto | Finale 11º posto |  |
|  | Giappone   | Giappone   | 22         |         |        |                  |                  |                  |  |
|  |            |            |            |         |        |                  |                  |                  |  |
|  |            |            |            |         |        | Irlanda          | Irlanda          | 39               |  |
|  |            |            |            |         |        | Irlanda          | Irlanda          | 39               |  |
|  |            |            |            |         |        | Giappone         | Giappone         | 33               |  |

#### Semifinali
| Perpignano 12 giugno 2018, ore 16.00 UTC+2 | Irlanda | 29 – 45 referto                                                  | Scozia | Stadio Aimé Giral |
| 10’ Byrne 21’ Sylvester 61’ O'Brien 72’ Daly mt 24’, 32’ Richardson 37’ Trotter 48’ Graham 55’ Rowe 68’ Onojaife 11’, 21’ Byrne (2/2) 62’ Dean (1/2) tr 25’, 33’, 38’, 49’, 56’, 69’ Chapman (6/6) 40’ Byrne (1/1) c.p. 7’ Chapman (1/1) |         |                                                                  |        |                   |
| |         |                                                                  |        |                   |
| 10’ Byrne 21’ Sylvester 61’ O'Brien 72’ Daly | mt      | 24’, 32’ Richardson 37’ Trotter 48’ Graham 55’ Rowe 68’ Onojaife |        |                   |
| 11’, 21’ Byrne (2/2) 62’ Dean (1/2) | tr      | 25’, 33’, 38’, 49’, 56’, 69’ Chapman (6/6)                       |        |                   |
| 40’ Byrne (1/1) | c.p.    | 7’ Chapman (1/1)                                                 |        |                   |

| Perpignano 12 giugno 2018, ore 18.30 UTC+2 | Georgia | 24 – 22 referto                   | Giappone | Stade Aimé Giral |
| 12’ Japaridze 37’, 71’ Tapladze 77’ Aprasidze mt 7’ Ishida 29’ Vailea 42’ Yamasawa 13’, 71’ Aprasidze (2/4) tr 8’, 31’ Mori (2/3) c.p. 20’ Mori (1/2) |         |                                   |          |                  |
| |         |                                   |          |                  |
| 12’ Japaridze 37’, 71’ Tapladze 77’ Aprasidze | mt      | 7’ Ishida 29’ Vailea 42’ Yamasawa |          |                  |
| 13’, 71’ Aprasidze (2/4) | tr      | 8’, 31’ Mori (2/3)                |          |                  |
| | c.p.    | 20’ Mori (1/2)                    |          |                  |

#### Finale per l'11º posto
| Béziers 17 giugno 2018, ore 11.00 UTC+2 | Irlanda | 39 – 33 referto                               | Giappone | Stade de la Méditerranée |
| 4’ Stewart 10’ Sheehan 33’ Sylvester 76’ O'Brien mt 15’, 72’ Vailea 22’ Tsukayama 55’, 59’ Fifita 5’, 34’ Byrne (2/4) tr 16’, 56’, 60’, 73’ Mori (4/5) 29’, 43’, 47’, 49’, 63’ Byrne (5/6) c.p. |         |                                               |          |                          |
| |         |                                               |          |                          |
| 4’ Stewart 10’ Sheehan 33’ Sylvester 76’ O'Brien | mt      | 15’, 72’ Vailea 22’ Tsukayama 55’, 59’ Fifita |          |                          |
| 5’, 34’ Byrne (2/4) | tr      | 16’, 56’, 60’, 73’ Mori (4/5)                 |          |                          |
| 29’, 43’, 47’, 49’, 63’ Byrne (5/6) | c.p.    |                                               |          |                          |

#### Finale per il 9º posto
| Béziers 17 giugno 2018, ore 13.30 UTC+2 | Scozia | 31 – 39 referto                                                        | Georgia | Stade de la Méditerranée |
| 7’ Smith 14’, 33’ Trotter 71’ Rowe 75’ Miller mt 2’ Japaridze 21’, 63’ Marjanishvili 42’ Gigolashvili 55’ Gogichashvili 15’, 34’ Chapman (2/3) 75’ Thompson (1/2) tr 23’, 43’, 56’, 64’ Abzhandadze (4/4) c.p. 49’, 79’ Abzhandadze (2/2) |        |                                                                        |         |                          |
| |        |                                                                        |         |                          |
| 7’ Smith 14’, 33’ Trotter 71’ Rowe 75’ Miller | mt     | 2’ Japaridze 21’, 63’ Marjanishvili 42’ Gigolashvili 55’ Gogichashvili |         |                          |
| 15’, 34’ Chapman (2/3) 75’ Thompson (1/2) | tr     | 23’, 43’, 56’, 64’ Abzhandadze (4/4)                                   |         |                          |
| | c.p.   | 49’, 79’ Abzhandadze (2/2)                                             |         |                          |

### 5º-8º posto
|  | Semifinali | Semifinali | Semifinali |           |           | Finale 5º posto | Finale 5º posto | Finale 5º posto |  |
|  |            |            |            |           |           |                 |                 |                 |  |
|  | Galles     | Galles     | 15         |           |           |                 |                 |                 |  |
|  | Galles     | Galles     | 15         |           |           |                 |                 |                 |  |
|  | Argentina  | Argentina  | 39         |           |           |                 |                 |                 |  |
|  | Argentina  | Argentina  | 39         |           | Argentina | Argentina       | 15              |                 |  |
|  |            |            |            |           | Argentina | Argentina       | 15              |                 |  |
|  |            |            | Australia  | Australia | 41        |                 |                 |                 |  |
|  | Italia     | Italia     | Australia  | Australia | 41        | 15              |                 |                 |  |
|  | Italia     | Italia     |            |           |           | 15              |                 |                 |  |
|  | Australia  | Australia  | 44         |           |           | Finale 7º posto | Finale 7º posto | Finale 7º posto |  |
|  | Australia  | Australia  | 44         |           |           |                 |                 |                 |  |
|  |            |            |            |           |           |                 |                 |                 |  |
|  |            |            |            |           |           | Galles          | Galles          | 34              |  |
|  |            |            |            |           |           | Galles          | Galles          | 34              |  |
|  |            |            |            |           |           | Italia          | Italia          | 17              |  |

#### Semifinali
| Narbona 12 giugno 2018, ore 14.00 UTC+2 | Galles | 15 – 39 referto                                                    | Argentina | Parc des Sports Et de l'Amitié |
| 17’ Conbeer 32’ Baldwin mt 23’ Nogues 39’ meta tecnica 40’ Carreras 54’ Molina 75’ Avellaneda 18’ Evans (1/2) tr 41’, 55’, 76’ De La Vega Mendia (3/4) 53’ Evans (1/1) c.p. 14’, 62’ De La Vega Mendia (2/5) |        |                                                                    |           |                                |
| |        |                                                                    |           |                                |
| 17’ Conbeer 32’ Baldwin | mt     | 23’ Nogues 39’ meta tecnica 40’ Carreras 54’ Molina 75’ Avellaneda |           |                                |
| 18’ Evans (1/2) | tr     | 41’, 55’, 76’ De La Vega Mendia (3/4)                              |           |                                |
| 53’ Evans (1/1) | c.p.   | 14’, 62’ De La Vega Mendia (2/5)                                   |           |                                |

| Narbona 12 giugno 2018, ore 16.30 UTC+2 | Italia | 15 – 44 referto                                                    | Australia | Parc des Sports Et de l'Amitié |
| 13’, 20’, 66’ D'Onofrio mt 17’ Hockings 28’ Stewart 42’, 73’ McReight 61’ Francis 75’ Kuenzle tr 29’, 43’, 62’ Lonergan (3/4) 77’ Harrison (1/2) c.p. 23’, 65’ Lonergan (2/2) |        |                                                                    |           |                                |
| |        |                                                                    |           |                                |
| 13’, 20’, 66’ D'Onofrio | mt     | 17’ Hockings 28’ Stewart 42’, 73’ McReight 61’ Francis 75’ Kuenzle |           |                                |
| | tr     | 29’, 43’, 62’ Lonergan (3/4) 77’ Harrison (1/2)                    |           |                                |
| | c.p.   | 23’, 65’ Lonergan (2/2)                                            |           |                                |

#### Finale per il 7º posto
| Béziers 17 giugno 2018, ore 16.00 UTC+2 | Galles | 34 – 17 referto                     | Italia | Stade de la Méditerranée |
| 11’ Conbeer 23’ Davis 40’ meta tecnica 67’ Llewellyn mt 19’ D'Onofrio 64’ Taddia 74’ Romano 12’, 24’, 68’ Evans (3/3) tr 20’ Rizzi (1/1) 3’, 61’ Evans (2/2) c.p. |        |                                     |        |                          |
| |        |                                     |        |                          |
| 11’ Conbeer 23’ Davis 40’ meta tecnica 67’ Llewellyn | mt     | 19’ D'Onofrio 64’ Taddia 74’ Romano |        |                          |
| 12’, 24’, 68’ Evans (3/3) | tr     | 20’ Rizzi (1/1)                     |        |                          |
| 3’, 61’ Evans (2/2) | c.p.   |                                     |        |                          |

#### Finale per il 5º posto
| Béziers 17 giugno 2018, ore 14.00 UTC+2 | Argentina | 15 – 41 referto                                                   | Australia | Stade de la Méditerranée |
| 14’ Carreras 70’ Grondona mt 8’ Hockings 21’ Maafu 56’ Ross 77’ Hansen 80’ Lucas 15’ De La Vega Mendia (1/2) tr 9’, 22’ Lonergan (2/2) 58’, 79’ Harrison (2/2) 80’ Hockings (1/1) 46’ De La Vega Mendia (1/1) c.p. 26’, 51’ Lonergan (2/2) |           |                                                                   |           |                          |
| |           |                                                                   |           |                          |
| 14’ Carreras 70’ Grondona | mt        | 8’ Hockings 21’ Maafu 56’ Ross 77’ Hansen 80’ Lucas               |           |                          |
| 15’ De La Vega Mendia (1/2) | tr        | 9’, 22’ Lonergan (2/2) 58’, 79’ Harrison (2/2) 80’ Hockings (1/1) |           |                          |
| 46’ De La Vega Mendia (1/1) | c.p.      | 26’, 51’ Lonergan (2/2)                                           |           |                          |

### 1º-4º posto
|  | Semifinali    | Semifinali    | Semifinali |         |             | Finale          | Finale          | Finale          |  |
|  |               |               |            |         |             |                 |                 |                 |  |
|  | Inghilterra   | Inghilterra   | 32         |         |             |                 |                 |                 |  |
|  | Inghilterra   | Inghilterra   | 32         |         |             |                 |                 |                 |  |
|  | Sudafrica     | Sudafrica     | 31         |         |             |                 |                 |                 |  |
|  | Sudafrica     | Sudafrica     | 31         |         | Inghilterra | Inghilterra     | 25              |                 |  |
|  |               |               |            |         | Inghilterra | Inghilterra     | 25              |                 |  |
|  |               |               | Francia    | Francia | 33          |                 |                 |                 |  |
|  | Nuova Zelanda | Nuova Zelanda | Francia    | Francia | 33          | 7               |                 |                 |  |
|  | Nuova Zelanda | Nuova Zelanda |            |         |             | 7               |                 |                 |  |
|  | Francia       | Francia       | 16         |         |             | Finale 3º posto | Finale 3º posto | Finale 3º posto |  |
|  | Francia       | Francia       | 16         |         |             |                 |                 |                 |  |
|  |               |               |            |         |             |                 |                 |                 |  |
|  |               |               |            |         |             | Sudafrica       | Sudafrica       | 40              |  |
|  |               |               |            |         |             | Sudafrica       | Sudafrica       | 40              |  |
|  |               |               |            |         |             | Nuova Zelanda   | Nuova Zelanda   | 30              |  |

#### Semifinali
| Narbona 12 giugno 2018, ore 19.00 UTC+2 | Inghilterra | 32 – 31 referto                                       | Sudafrica | Parc des Sports Et de l'Amitié |
| 10’ Parton 15’ Hardwick 22’ White 60’ Olowofela mt 32’ Sandi 44’ Uys 52’ Nortje 67’ Rass 74’ Ntlabakanye 16’, 23’, 61’ Smith (3/4) tr 33’, 53’, 75’ Lombard (3/5) 39’, 48’ Smith (2/2) c.p. |             |                                                       |           |                                |
| |             |                                                       |           |                                |
| 10’ Parton 15’ Hardwick 22’ White 60’ Olowofela | mt          | 32’ Sandi 44’ Uys 52’ Nortje 67’ Rass 74’ Ntlabakanye |           |                                |
| 16’, 23’, 61’ Smith (3/4) | tr          | 33’, 53’, 75’ Lombard (3/5)                           |           |                                |
| 39’, 48’ Smith (2/2) | c.p.        |                                                       |           |                                |

| Perpignano 12 giugno 2018, ore 21.00 UTC+2                                                           | Nuova Zelanda | 7 – 16 referto               | Francia | Stade Aimé Giral |
| 69’ Plummer mt 42’ Ntamack 70’ Plummer (1/1) tr 44’ Carbonel (1/1) c.p. 30’, 49’, 63’ Carbonel (3/4) |               |                              |         |                  |
| |               |                              |         |                  |
| 69’ Plummer                                                                                          | mt            | 42’ Ntamack                  |         |                  |
| 70’ Plummer (1/1)                                                                                    | tr            | 44’ Carbonel (1/1)           |         |                  |
| | c.p.          | 30’, 49’, 63’ Carbonel (3/4) |         |                  |

#### Finale per il 3º posto
| Béziers 17 giugno 2018, ore 16.30 UTC+2 | Sudafrica | 40 – 30 referto                                      | Nuova Zelanda | Stade de la Méditerranée |
| 1’, 43’ Green 16’ Sandi 61’ Nortje 63’ Simelane 74’ Ntlabakanye mt 3’ Renton 13’ Plummer 28’ Riedlinger-Kapa 80’ Clarke 2’, 17’, 44’, 64’, 75’ Lombard (5/6) tr 4’, 29’ Plummer (2/4) c.p. 8’, 24’ Plummer (2/3) |           |                                                      |               |                          |
| |           |                                                      |               |                          |
| 1’, 43’ Green 16’ Sandi 61’ Nortje 63’ Simelane 74’ Ntlabakanye | mt        | 3’ Renton 13’ Plummer 28’ Riedlinger-Kapa 80’ Clarke |               |                          |
| 2’, 17’, 44’, 64’, 75’ Lombard (5/6) | tr        | 4’, 29’ Plummer (2/4)                                |               |                          |
| | c.p.      | 8’, 24’ Plummer (2/3)                                |               |                          |

### Finale
| Béziers 17 giugno 2018, ore 19.00 UTC+2 | Inghilterra | 25 – 33 referto                                 | Francia | Stade de la Méditerranée |
| 40+1’, 78’ Olowofela 71’ Heyes mt 25’ Woki 74’ Seguret 72’, 79’ Grayson (2/2) tr 75’ Carbonel (1/2) 21’, 63’ Smith (2/3) c.p. 4’, 19’, 37’, 41’, 53’, 56’, 68’ Carbonel (7/7) |             |                                                 |         |                          |
| |             |                                                 |         |                          |
| 40+1’, 78’ Olowofela 71’ Heyes | mt          | 25’ Woki 74’ Seguret                            |         |                          |
| 72’, 79’ Grayson (2/2) | tr          | 75’ Carbonel (1/2)                              |         |                          |
| 21’, 63’ Smith (2/3) | c.p.        | 4’, 19’, 37’, 41’, 53’, 56’, 68’ Carbonel (7/7) |         |                          |